# Marquise de Ganay
'Marquise de Ganay' est un cultivar de rosier hybride de thé obtenu en 1909 par le rosiériste français Pierre Guillot (1855-1918),.

## Description
Cet hybride de thé présente de grosses fleurs roses (26-40 pétales) très parfumées en forme de coupe. La floraison est remontante. Son buisson présente un feuillage vert bronzé. Il est vigoureux et rustique (zone de rusticité 6b à 9b). Il doit être taillé au tiers à l'arrivée du printemps. Il est résistant aux maladies.
Ce rosier est issu du croisement de 'Liberty' (Dickson, 1900) × 'La France' (Guillot fils, 1867).
Il a connu un certain renom jusque dans les années 1930, tant en France qu'outre-Manche et figurait même dans des catalogues au Japon. Il doit son nom à une amatrice de roses, connue pour l'art des jardins, de la famille de Ganay, la marquise de Ganay, née Berthe de Béhague (1868-1940), épouse du marquis de Ganay (1861-1948), propriétaire du château de Courances.